# Anton Kowalczyk
Bruder Anton Kowalczyk OMI (* 4. Juni 1866 in Dzierżanów; † 10. Juli 1947 in Edmonton, Alberta) war ein Oblate der Makellosen Jungfrau Maria.
Anton Kowalczyk wurde in Dzierżanów, Großpolen geboren. Einige Jahre verbrachte er aufgrund der Armut seiner Familie in Deutschland, wo er Arbeit finden konnte. Er trat schließlich in die Ordensgemeinschaft der Oblatenmissionare ein. Als Bruder führte er ein Leben, das von tiefer Demut und Gehorsam gekennzeichnet war. Nachdem er bei einem Unfall einen Arm verloren hatte, lebte er im Studienhaus der Oblaten in Edmonton in Kanada.
Für Anton Kowalczyk läuft in Rom ein Seligsprechungsverfahren.